# Ivan Moody
Ivan Lewis Greening (nacido el 7 de enero de 1980), mejor conocido profesionalmente como Ivan Moody, es el vocalista principal y líder de la banda estadounidense de heavy metal Five Finger Death Punch. Antes de ser el cantante de 5FDP hizo parte de la agrupación de nu metal Motograter. Como actor, estuvo en el elenco de las películas Bled y La Feria del Diablo.
En 2012, Moody reveló que su problema de alcohol casi lo dejó fuera de Five Finger Death Punch. Incluso confesó que en varias ocasiones se subió al escenario en estado de ebriedad y que no recordaba nada al día siguiente. Empezó a reducir el consumo de alcohol con más responsabilidad, antes de abandonar por completo el licor. En el vídeo de la canción "I Apologize" se puede ver a Moody caminando por un cementerio lleno de artistas que han muerto luchando contra la adicción; incluyendo a Janis Joplin, Jimi Hendrix, Scott Weiland, Layne Staley, Kurt Cobain, John Bonham, Jim Morrison y Sid Vicious.

## Discografía

### Motograter
- 2003: Motograter

### Ghost Machine
- 2005: Ghost Machine
- 2006: Hypersensitive

### Five Finger Death Punch
- 2007: The Way of the Fist
- 2009: War Is the Answer
- 2011: American Capitalist
- 2013: The Wrong Side of Heaven and the Righteous Side of Hell, Volume 1
- 2013: The Wrong Side of Heaven and the Righteous Side of Hell, Volume 2
- 2015: Got Your Six
- 2018: And Justice For None
- 2020: F8
- 2022: Afterlife